# Aldo Díaz
Aldo Díaz, vollständiger Name Aldo Fabián Díaz, (* 28. Mai 1975 in Durazno) ist ein ehemaliger uruguayischer Fußballspieler.

## Karriere

### Verein
Der 1,78 Meter große Offensivakteur Díaz begann seine Karriere als Torhüter bei Peñarol de San Gregorio de Polanco, bevor er schließlich auf der Mittelstürmerposition eingesetzt wurde. Er wurde vor seinem Wechsel in den Profifußball im Jahre 1999 mit Defensor de Paso de los Toros Vize-Meister des Landesinneren (Campeón del Interior, OFI). Er gehörte von der Clausura 1999 bis in die Clausura 2000 dem Kader des Erstligisten Tacuarembó FC an. Er debütierte bei den Norduruguayern im September 1999 in der Begegnung mit Peñarol Montevideo im Estadio Centenario. 2001 spielte er bei Liverpool Montevideo in der Segunda División. In der Saison 2002 stehen für Díaz dann in jener Liga 22 Spiele und neun Tore beim Club Deportivo Colonia zu Buche. Die Spielzeit 2003 verbrachte er in Reihen des Erstligisten Central Español, für den er fünfmal bei 27 Einsätzen in der Primera División traf. Im Torneo Clasificatorio 2004 stand er erneut in Reihen des Tacuarembó FC. In der Clausura 2005 war Brujas in Costa Rica sein Arbeitgeber, für den er bei elf Erstligaeinsätzen lediglich einen Treffer markierte. Als Spieler repräsentierte er in der uruguayischen Zwischensaison 2005 und der anschließenden Apertura 2005 erneut den Club Deportivo Colonia. Von der Apertura 2006 bis in die Apertura 2008 war er wiederum für den Tacuarembó FC aktiv und wurde dort in der Saison 2006/07 mit 15 Treffern Torschützenkönig der Primera División. In der Apertura 2008 weist die Statistik bei den Norduruguayern drei erzielte Ligatore für Díaz aus. Dem ließ er in der Clausura 2009 sechs Treffer für den Club Atlético Bella Vista folgen. Sodann wechselte er ein zweites Mal zu Liverpool Montevideo. Bei den Montevideanern lief er 2009/10 in 16 Erstligabegegnungen auf. Dreimal traf er ins gegnerische Tor. Ab der Apertura 2010 stand er erneut beim Tacuarembó FC unter Vertrag. 25 Erstligaspiele (vier Tore) in der Saison 2010/11 sind dort belegt. Zwischenzeitlich spielte er dann auf Amateurebene bei Oriental (Paso de los Toros). In der Spielzeit 2013/14 wurde er, nachdem er nach eigener Aussage zum sechsten Mal in seiner Karriere ein Engagement beim Klub aus Tacuarembó antrat, mit dem Team Meister der Segunda División und trug dazu mit 25 Zweitligaeinsätzen und 19 Toren bei. Damit wurde er Zweitliga-Torschützenkönig dieser Saison. Díaz ist zudem der erfolgreichste Torschütze in der Vereinsgeschichte des Tacuarembó FC (89 Tore, Stand: 25. Mai 2012; 100 Tore, Stand: 9. Dezember 2013, 116 Tore, Stand: 8. September 2014).
In der Spielzeit 2014/15 wurde er 29-mal (14 Tore) in der höchsten uruguayischen Spielklasse eingesetzt. Auch nach dem Abstieg am Saisonende blieb er dem Klub treu und absolvierte in der Spielzeit 2015/16 20 Zweitligaspiele (sieben Tore). Es folgten zwei Tore bei zehn Ligaeinsätzen in der Saison 2016.

### Erfolge
- Torschützenkönig der Primera División (Uruguay): 2006/07 (15 Tore)
- Torschützenkönig der Segunda División (Uruguay): 2013/14 (19 Tore)
- Erfolgreichster Torschütze in der Vereinsgeschichte (Tacuarembó FC): 116 Tore (Stand: 8. September 2014)